# Turma (obwód irkucki)
Turma (ros. Турма) – osiedle w Rosji, w obwodzie irkuckim, w rejonie brackim. W 2010 liczyło 2019 mieszkańców.